# Zuoja
Zuoja war ein italienisches Flächenmaß in Udine im Königreich Lombardo-Venetien. Der als Grundlage dienende gültige Fuß hatte 150,73 Pariser Linien oder 0,34 Meter. Man unterschied in Zuoja grande und Zuoja piccola.
- 1 Zuoja piccola = 840 Quadrat-Tavole (gerechnet zu 36 Quadrat-Fuß) = 34,957 Ar
- 1 Zuoja grande = 1250 Quadrat-Tavole (gerechnet zu 36 Quadrat-Fuß) = 52,02 Ar